# Aldo Tortorella
Aldo Tortorella (n. 10 iulie 1926, Napoli, Italia – d. 5 februarie 2025, Roma, Italia) a fost un politician italian.